# Liste der Baudenkmäler in Lierenfeld
Die Liste der Baudenkmäler in Lierenfeld enthält die denkmalgeschützten Bauwerke auf dem Gebiet von Düsseldorf-Lierenfeld, Stadtbezirk 8, in Nordrhein-Westfalen. Diese Baudenkmäler sind in der Denkmalliste der Stadt Düsseldorf eingetragen; Grundlage für die Aufnahme ist das Denkmalschutzgesetz Nordrhein-Westfalen (DSchG NRW).

## Baudenkmäler
| Bild                        | Bezeichnung                 | Lage                                            | Beschreibung                                                                                         | Bauzeit   | Eingetragen seit  | Denkmal- nummer |
| --------------------------- | --------------------------- | ----------------------------------------------- | --- | --------- | ----------------- | --------------- |
| weitere Bilder              | Technisches Denkmal         | Gatherweg 60 Karte                              | Eisen-, Stahl- und Metallerzeugung und -verarbeitung                                                 | 1907      | 28. Oktober 2004  | A 1534          |
| Siedlung Heimgarten         | Siedlung Heimgarten         | Heimgarten 1–74, Erkrather Straße 428–438 Karte | | 1920      | 13. März 1985     | A 868           |
|                             |                             | Königsberger Straße 100 Karte                   | | 1917–1920 | 5. September 2001 | A 1501          |
| „Alte Farbwerke“ Gewerbehof | „Alte Farbwerke“ Gewerbehof | Ronsdorfer Straße 74 Karte                      | Industriedenkmal: Bauten und Anlagen der Elektro- und Chemischen Industrie. Architekt: Ernst Roeting | 1898      | 29. Januar 2003   | A 1513          |